# 徐廷貴
徐 廷貴（ソ・ジョングィ、朝鮮語: 서정귀、1917年3月14日または1917年12月17日または1919年 - 1974年1月6日）は、満洲国の官僚、大韓民国の実業家、政治家。初代慶尚南道議会議員、第4・5代韓国国会議員、第11代財務部次官を歴任した。本貫は達城徐氏。
元内務部長官の徐廷和と元大検察庁次長の徐廷信ははとこで、元法務部長官の徐相懽と元国会議員の徐相灝は祖父と同じ世代の親戚である。元国家情報院長の李厚洛の長男は娘婿。

## 経歴
日本統治時代の慶尚南道忠武（現・統営市）出身。統営国民学校、大邱師範学校を経て、1942年京城法学専門学校卒。専門学校在学中に満洲国高等文官試験行政科合格。満洲国事務官を経て、光復後は国立警察専門学校教官、中央土地行政庁法務官、初代慶尚南道議会議員・内務分科委員長、民主党中央政策委員・統営郡党委員長、国会議員2期、張勉内閣の初代財務部政務次官を歴任した。5・16軍事クーデター以降も野党で政治活動をしていたが、1964年5月に大邱師範学校時代の同級生の朴正熙の勧めで政界を引退し、朴の側近として政治資金を用意しながら国際新聞社長、韓国バンカーシー油会長、湖南精油株式会社社長、興国商事社長、統一主体国民会議代議員・運営委員などを務めた。
1974年1月6日、ソウル市城北区の自宅で持病により死去。享年57。